# Coelomera azureofasciata
Coelomera azureofasciata es un coleóptero de la familia Chrysomelidae.
Fue descrita científicamente en 1843 por Blanchard.